# Luperus impressicollis
Luperus impressicollis es una especie de insecto coleóptero de la familia Chrysomelidae.
Fue descrita científicamente en 1866 por Victor Motschulsky.